# Alban Rooman
Alban Rooman was een Belgisch schutter. 

## Levensloop
Rooman nam deel aan de Olympische Zomerspelen van 1900 in het onderdeel 'pistool'. Hij eindigde er 13e in de eindrangsschikking. Met het Belgisch team (voorts bestaande uit Pierre Eichhorn, Émile Thèves, Victor Robert en Charles Lebègue) werd hij er vierde.